# Wehrsynagoge
Als Wehrsynagoge werden Synagogen bezeichnet, die wehrhaften Charakter besaßen und als Zuflucht vor kriegerischer Bedrohung dienten.

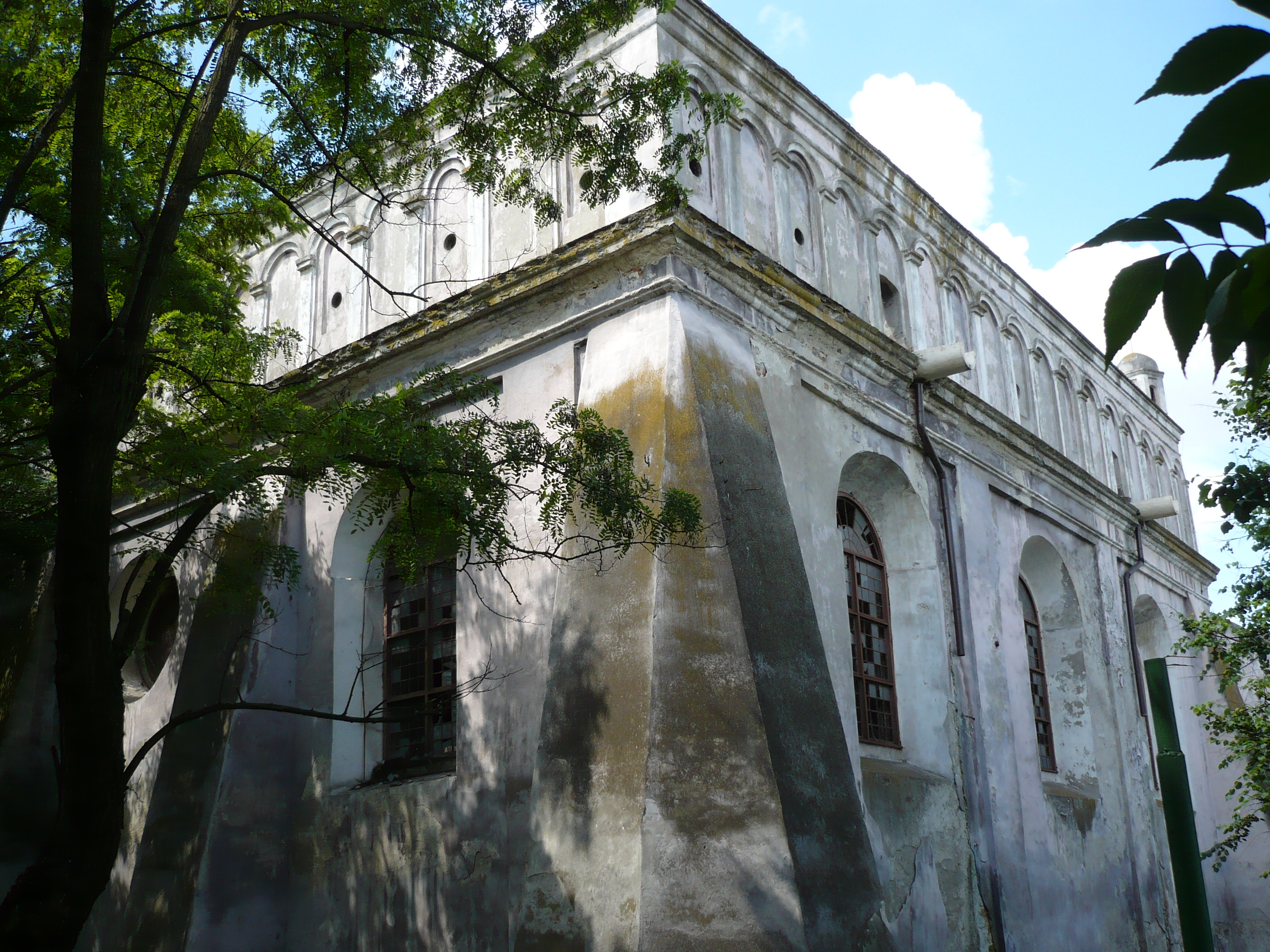
Wehrsynagoge in Schowkwa

An einigen Orten in Ostpolen wurden im 16. bis 18. Jahrhundert Wehrsynagogen gebaut, um Schutz vor Tataren- und Kosakenüberfälle zu bieten. Ebenso dienten sie als Zufluchtsort bei Bränden und Unruhen. 